# 主計局予算決算課 (1924-1934)
主計局予算決算課（しゅけいきょくよさんけっさんか）は、戦前の大蔵省に設置されていた部署である。

## 概要
1922年（大正11年）6月2日、旧予算決算課が予算課、決算課に分離される。1924年（大正13年）12月20日、加藤高明内閣の定員整理（大蔵省1局2課制）で再び予算決算課となった。1934年（昭和9年）12月26日、予算課と決算課へ改組される。

## 所掌事務

### 予算課
所掌
大蔵省分課規定（大正11年6月2日）に所掌事務が規定されている。
```
（予算課の所掌事務）
一 総予算の調整に関すること。
二 
特別会計
の予算の調整に関すること。
三 収入支出の科目に関すること。
四 
勅令
を似て指定したる費途の流用に関すること。
五 予備金の支出に関すること。
六 
会計法
第11条に規定する翌年度に亙る契約に関すること。
七 主計局主管にして他課に属せさる事務に関すること。
```

### 予算決算課
所掌
大蔵省分課規定（大正13年12月20日）に所掌事務が規定されている。
```
（予算決算課の所掌事務）
一 総予算及総決算の調整に関すること。
二 
特別会計
の予算及決算の調整に関すること。
三 
会計検査院
の検査報告に関する琴。
四 収入支出の科目に関すること。
五 
勅令
を似て指定したる費途の流用に関すること。
六 予備金の支出に関すること。
七 
会計法
第11条に規定する翌年度に亙る契約に関すること。
八 
北海道
地方費
府県
市町村
其の他
公共組合
の歳計に関すること。
九 主計局主管にして他課に属せさる事務に関すること。
```